# بنی فوده
بنی فوده (به عربی: بنی فودة) یک شهرداری در الجزایر است که در استان سطیف واقع شده‌است.